# Limosina similissima
Limosina similissima är en tvåvingeart som beskrevs av Papp 1974. Limosina similissima ingår i släktet Limosina och familjen hoppflugor. Inga underarter finns listade i Catalogue of Life.